# Brøndby IF
Brøndbyernes Idrætsforening je dánský fotbalový klub z města Brøndbyvester patřícího do aglomerace Kodaně. Hraje nejvyšší dánskou soutěž Superligaen. Klub byl založen v roce 1964 spojením dvou místních klubů. Vyhrál 10 titulů mistra ligy (mezi roky 1985 a 2005) a 6krát vyhrál dánský fotbalový pohár. V roce 1987 se dostal do čtvrtfinále Poháru mistrů evropských zemí a v roce 1991 do semifinále Poháru UEFA. Domácí zápasy hraje na stadiónu Brøndby pro 29 000 sedících diváků.